# Вилхелм фон Розенберг
Вилхелм фон Розенберг (на немски: Wilhelm von Rosenberg; на чешки: Vilém z Rožmberka, * 10 март 1535, † 1592) е главен бургграф на Бохемия.

## Живот
Той произлиза от род Розенберги, клон на бохемския род Витковичи (Витигони). Фамилията му е най-могъща в Бохемия. Син е на Йост III фон Розенберг (1488 – 1539) и втората му съпруга Анна от Рогендорф († 1562). Баща му е близък с бохемския крал Фердинанд I.
На 23 април 1551 г., на 16 години, той поема управлението на фамилната собственост. През 1560 г. крал Фердинанд го прави оберстландескемерер.
През 1566 г. Вилхелм е главнокомандващ на бохемската войска против турците. На 10 юни 1566 г. формира войска в Знайм.
На 26 май 1570 г. той става главен бургграф, най-високата служба в Бохемия. Често е изпращан на дипломатически мисии. Два пъти е в Германия. През 1572 г. преговаря с император Максимилиан II за по-нататъшните действия на Светата лига в борбата против турците. През 1574 г. участва при преговите за императорската корона на бохемския крал Рудолф II. След бягството на Анри III Валоа е кандидат за кралската корона, но той я отстъпва на бохемския крал.
Вилхелм получава през 1585 г. ордена Златното руно. Той е погребан при третата му съпруга Анна Мария фон Баден в църквата „Св. Вайт“ в Тршебон (Витингау). Понеже няма деца той е последван от по-малкия му брат Петер Вок фон Розенберг. С него родът Розенберги изчезва през 1611 г.

## Фамилия
Вилхелм фон Розенберг се жени четири пъти и няма деца:
1. на 28 февруари 1557 г. в Мюнден с Катарина фон Брауншвайг (* 1534, † 10 май 1559), дъщеря на херцог Ерих I фон Каленберг-Гьотинген и Елизабет фон Бранденбург; тя умира внезапно;
2. на 14 декември 1561 г. в Кьолн при Берлин със София фон Бранденбург (* 14 декември 1541, † 27 юни 1564), дъщеря на курфюрст Йоахим II от Бранденбург и втората му съпруга Ядвига Ягелонка (1513 – 1573), дъщеря на полския крал Зигмунт I Стари и Барбара Заполя;
3. на 27 януари 1578 г. в Чески Крумлов с 15-годишната Анна Мария фон Баден-Баден (* 22 май 1562, † 25 април 1583), дъщеря на маркграф Филиберт фон Баден-Баден и Мехтхилд Баварска;
4. на 11 януари 1587 г. в Прага с Поликсена фон Пернщайн (* 1566, † 24 май 1642), дъщеря на канцлер Вратислав фон Пернщайн (1530 – 1582). След смъртта на Вилхелм тя се омъжва за Зденек от Лобковиц.

- Анна Мария фон Баден
- Поликсена фон Пернщайн